# Балка Журавлина
Балка Журавлина — річка в Україні, у Синельниківському районі Дніпропетровської області. Права притока Вовчої (басейн Дніпра).

## Опис
Довжина річки 13 км, похил річки — 6,2 м/км. Площа басейну 54,2 км².

## Розташування
Бере початок у селі Журавлинка. Тече переважно на північний захід через Касаєве і у Вовчанську впадає у річку Вовчу, ліву притоку Самари. Пригирлова частина річки пересохла.